# 新和建設
株式会社新和建設（しんわけんせつ）は愛知県北名古屋市に本社・本店を置く建設会社である。

## 概要
株式会社新和建設は愛知県北名古屋市に本社・本店を置く建設会社。注文住宅事業、古民家再生・リフォーム事業、宅地建物取引業を主に請け負っている。地域密着型工務店として、愛知県・岐阜県・三重県の一部を施工範囲としている。創業者の吉村良三は大工出身
2018年（平成30年）に創業から50期を迎え、代表取締役社長を三代目の吉村浩人に引き継いでいる。

## 沿革
- 1969年6月（昭和44年）設立
- 1973年8月（昭和48年）岐阜県白川町で黒川工場操業開始
- 1991年5月（平成3年）西春町（現北名古屋市）に本社ビル完成、移転
- 1994年5月（平成6年）西春町（現北名古屋市）に第2西春工場完成
- 1998年7月（平成10年）美濃加茂支店「夢の生活館LEGEND」及び事務所ビル完成
- 1999年10月（平成11年）名古屋本店「Life住宅館」完成・オープン
- 2000年4月（平成12年）国際品質基準 ISO 9001 取得運用開始
- 2004年6月（平成16年）岐阜県白川町に「桧の杜」完成・オープン
- 2004年11月（平成16年）高山支店「LIVEすまいる館」及び事務所ビル完成
- 2007年11月（平成19年）国際環境基準ISO14001取得運用開始
- 2009年4月（平成21年）新商品木楽暮（きらく）発表
- 2009年11月（平成21年）国土交通省平成21年度第2回「長期優良住宅先導事業」に採択される
- 2010年6月（平成22年）国土交通省平成22年度第1回「長期優良住宅先導事業」に新築・リフォーム部門W採択される
- 2011年6月（平成23年）国土交通省平成23年度第1回「長期優良住宅先導事業」に採択される
- 2011年10月（平成23年）鹿田総合展示場木香の森オープン
- 2014年1月（平成26年）木造住宅合理化システム「長期性能タイプ」認定取得
- 2014年6月（平成26年）HouseDo2店舗同時オープン
- 2017年8月（平成29年）木美の杜オープン

## 事業所
- 本社・名古屋本店 Life住宅館
- 美濃加茂支店 夢の生活館LEGEND
- 高山支店 LIVEすまいる館
- 岐阜営業所
- 岐阜黒川支店・黒川第一工場
- 他11展示場

## 受賞歴
- 2015年（平成27年）「大工育成ビジネスモデル」素材のわかる匠の技伝承ビジネスメソッド

グッドデザイン賞受賞 ウッドデザイン賞受賞
- 2016年（平成28年）「1.5世帯で住むスタイル」

グッドデザイン賞受賞 ウッドデザイン賞受賞
- 2016年（平成28年）「大工と組むわが家再生」古民家再生ビジネスモデル

ウッドデザイン賞2016 優秀賞（林野庁長官賞）受賞
- 2017年（平成29年）「健康・快適に暮らすための木造民家改修活動」

ウッドデザイン賞2017 奨励賞（審査委員長賞）受賞
- 2018年（平成30年）「中庭を巡る回廊のある家」

グッドデザイン賞受賞 ウッドデザイン賞受賞

## 加盟団体
- NPO法人 環境共棲住宅 地球の会
- 全国宅地建物取引業協会
- 日本住宅保証検査機構（JIO）
- ぎふの木の住まい協議会
- 健康・省エネ住宅を推進する国民会議
- 住宅産業塾

## 書籍
- 日本の木の家に住む「ゆたかな暮らし」 地球の会・編 発行・鶴書院 発売・星雲社
- 心がなごむ自然派住宅のすすめ「木と技と心」の家づくり 著者：吉村良三 エール出版社
- 毎日感動する家に住みたい「木と技と心」の家づくり 著者：吉村良三 エール出版社
- 感動する家は建設会社と職人選びで決まる 著者：富樫琢哉 エール出版
- 孫子の代まで住み継ぐ家「木と技と心」の家づくり 著者：富樫琢哉 エール出版